# Zwaan (beeld)
Zwaan is een kunstwerk geplaatst in het Rembrandtpark.
Het ontwerp van het dier kwam van de scholiere Esther Oude Ophuis middels een 3d-schetsontwerp, met uitvoering door kunstenaar Piet van der Kar. Het werd in 2014 vervaardigd in het kader van een wedstrijd voor de Art-Zuid-Junior-kunstroute. Dat leverde 160 ontwerpen op. Uit die verzameling werden er twintig omgezet in daadwerkelijke voorwerpen en ze werden geplaatst in het Vondelpark, dat in 2014 honderdvijftig jaar bestond. De zwaan is geïnspireerd op het schilderij De bedreigde zwaan van Jan Asselijn dat in het Rijksmuseum hangt. In april 2018 werd de zwaan verplaatst naar het Rembrandtpark. Sindsdien dobbert ze rond in een soort vijver in de waterweg die het park van noord naar zuid doorsnijdt. Ze is aan te treffen ten zuiden van brug 659 in de Jan Evertsenstraat. Het beeld heeft geen vaste opstelling, ze drijft met de stroming mee.

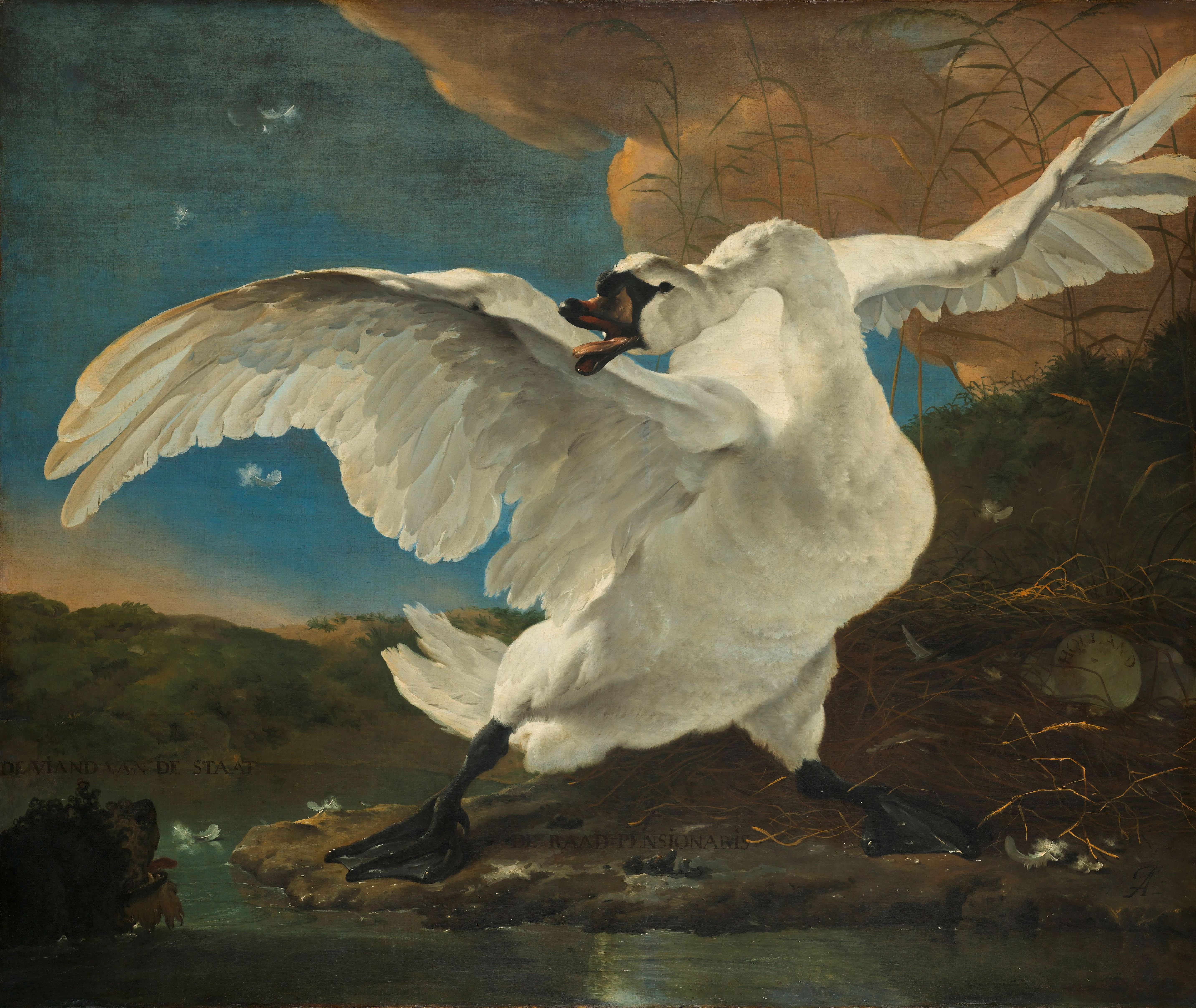
De bedreigde zwaan van Asselijn